# Yezoceryx flaviscutellus
Yezoceryx flaviscutellus är en stekelart som beskrevs av Wang 1997. Yezoceryx flaviscutellus ingår i släktet Yezoceryx och familjen brokparasitsteklar. Inga underarter finns listade i Catalogue of Life.